# Meyrav Wurmser
Meyrav Wurmser, née en Israël, est membre de l'exécutif politique néo-conservateur américain. Elle dirige le centre d'étude sur la politique au Moyen-Orient basé à Indianapolis. Elle a cofondé en 1998 l'Institut de recherche des médias du Moyen-Orient (MEMRI) basé à Washington, en collaboration avec Yigal Carmon,.
Elle est l'épouse de David Wurmser, ancien conseiller du vice-président Dick Cheney pour les affaires du Moyen-Orient. 
En 1996, Wurmser a contribué à l'élaboration d'un rapport, A Clean Break: A New Strategy for Securing the Realm, destiné au chef du parti israélien du Likoud et à Benjamin Netanyahou ; elle a proposé une nouvelle approche dans le but de résoudre les problèmes de sécurité d'Israël avec une insistance sur les « valeurs occidentales » et l'abandon des négociations de paix avec les Palestiniens. Les autres auteurs de ce rapport sont connus pour leur positionnement néo-conservateur : il s'agit notamment de Richard Perle, David Wurmser, et Douglas Feith.
En 2008, Wurmser figure parmi ceux qui conseillent le Endowment for Middle East Truth, un groupe qui a distribué 28 millions de DVD du film Obsession: Radical Islam's War Against the West dans les swing states avant les élections présidentielles américaines de 2008.